# Cal Blanco
Cal Blanco és un edifici de Valls (Alt Camp) protegit com a Bé Cultural d'Interès Local.

## Descripció
Edifici entre mitgeres que consta de baixos comercials i de quatre plantes més. Hi ha tres obertures per a cada planta, que ens defineixen els nou balcons existents en total. Hi ha vint-i-cinc balustres de ferro i volada ampla.
A la darrera planta, hi ha finestres pràcticament quadrades, que donen pas a la cornisa al capdamunt de la façana.
En una de les dues finestres existents als baixos, que tenen llinda amb arc de gran radi, tipus rebaixat, hi ha un dibuix de ferro treballat en el qual es pot llegir la inscripció de "J.C. ", a més que hi ha la data de la construcció de l'immoble 1890.
Tota l'estructura i l'estil d'aquesta construcció, les podem definir i catalogar com a pertanyents a l'estil arquitectònic de l'eclecticisme, corresponent a finals del segle xix.

## Història
Els orígens del carrer de Sant Antoni són medievals, i el seu traç inicial degué començar essent un camí ral d'arribada al primer nucli urbà que existí a Valls, amb el pas del temps, i arran dels successius eixamples, es transforma en una via pública. Al segle xiv ja estava perfectament configurada. En un dels seus extrems, hi hagué un portal d'entrada denominat Portal d'en LLobets, família de donzells vallencs, els quals hi tenien casa parada, i per aquesta raó, cap al 1313, era coneguda com a carrer de Berenguer de Llobets.
Aquest nom degué tenir un caire molt eventual, ja que sempre fou anomenat carrer de la Vilafranca, pel fet que la Universitat de Valls, en temps de descens demogràfic, promulgava crides atorgant franquícies perquè els nouvinguts s'establissin en aquella zona, a més la Universitat els regalava les teules per l'edificació de l'habitacle.